# Зиемельниекс, Янис
Я́нис Зие́мельниекс (латыш. Jānis Ziemeļnieks, настоящая фамилия Крауклис, латыш. Krauklis; 25 декабря 1897 — 18 июля 1930) — латышский поэт и журналист.

## Биография
Ян Зиемельниекс родился в поместье Бакужу 25 декабря 1897 года. В раннем возрасте потерял отца. В 1908 году начал учёбу в школе Сакарини в Планской волости. В 1912 году семья переехала в Стренчи, где Зиемельниекс продолжил учёбу
в школе. С 1913 года учился в миссионерской школе Стренчи. После неудачных попыток освоить профессию сапожника и аптекаря Зиемельниекс начал работать в фотомастерской, сначала ассистентом фотографа, а затем и фотографом. Одновременно начал писать стихи. В 1916 году в газете Dzimtenes Vēstnesis было опубликовано его первое стихотворение. В том же году из-за тяжёлой болезни почек ему выписали дозу опия, что вскоре стало причиной зависимости. В 1918 году лечился от наркомании.
В 1920 году переселяется в Ригу. В том же году окончил среднюю школу. Призывался на службу в Латвийскую армию, но был демобилизован из-за слабого здоровья.
Работал в художественном отделе министерства образования и в профсоюзе литературы и журналистов Латвии. С 1925 года был членом редакции газеты Jaunākās Ziņas и журнала Atpūta. Там также регулярно публиковались стихи Зиемельниекса.
В 1929 году за сборник стихов «Nakts» («Ночь») получил премию Фонда культуры Латвии.
Янис Зиемельниекс умер 18 июля 1930 года в своём доме в Риге. Причиной смерти стал инфаркт.

### Литературная деятельность
Янис Зиемельниекс известен как лирик, актуализатор традиции романтической поэзии. Главной темой его поэзии является любовь. Писал также прозу, юмористические стихи и очерки о латышских артистах и художниках своего времени.

#### Книги стихов
- Уходящий (Aizejošais) (1923)
- Неизвестность (Nezināmai) (1923)
- Поцелуй (Skūpsts) (1928)
- Ночь (Nakts) (1929)
- Чтобы хватало любви… (Lai mīlestības nepietrūktu…) (1987)

#### Избранные сочинения
- Поэзия (Dzeja) (1960)
- Ты погружаешься в безумие для меня… (Tev padots neprāts man...) (2002)
- Два мудреца встречаются (Divi gudrie satiekas) (2002)
- Видение в ночи (Vīzija naktī) (2003)